# Auf eigene Faust (Film)
Auf eigene Faust (Originaltitel: Ride Lonesome) ist ein US-amerikanischer Western von Budd Boetticher aus dem Jahr 1959 mit Randolph Scott in der Hauptrolle.

## Handlung
Ben Brigade nimmt den Mörder Billy John gefangen, um ihn nach Santa Cruz zu bringen und das Lösegeld zu kassieren. Auf dieser Reise rettet er an einer Poststation die Ehefrau des Leiters und nimmt sie ebenfalls mit nach Santa Cruz. Die beiden Gauner Sam Boone und Whit schließen sich ihnen an und helfen Brigade. Ihr Ziel ist es, den Gefangenen allein nach Santa Cruz zu bringen, und es interessiert sie auch nicht das Geld als Belohnung, sondern die Amnestie, die sie dadurch erreichen, um ein normales Leben zu beginnen. Sie wissen jedoch nicht, dass Ben Brigade ein völlig anderes Ziel verfolgt. Ihm geht es um Rache an Billy Johns Bruder Frank, der vor Jahren Brigades Frau durch Hängen umgebracht hat. Billy John ist nur der Köder. Kurz vor Santa Cruz kommt es am Galgenbaum zum Zusammentreffen und Brigade kann Frank erschießen. Er überlässt anschließend Sam und Whit den Gefangenen und verbrennt den Galgenbaum, an dem seine Frau ermordet wurde.

## Kritiken
- Christoph Huber auf der WDR-Website: Mit Auf eigene Faust, dem vorletzten der sieben Western in Budd Boettichers minimalistischem Ranown-Zyklus, erfolgte die Expansion ins breite CinemaScope-Format. Mit entsprechender Gelassenheit entfaltet sich die Geschichte. Der die Handlung motivierende Mord an der Frau von Ex-Sheriff Randolph Scott liegt schon so weit zurück, dass sich der Täter kaum noch daran erinnern kann: ‘I almost forgot’, sagt der Bandit Frank. Action und Suspense werden nur mehr angedeutet, während sich die Hauptfiguren nahezu ziellos durch die weite Landschaft bewegen und einander in Konversationen, die wie psychologische Schachspiele wirken, auf Stärken und Schwächen abklopfen. Das Ergebnis wirkt fast abstrakt, aber Boettichers essentialistische Inszenierung sorgt für Verankerung: Die tragischen und ironischen Volten des Drehbuchs von Burt Kennedy gewinnen dadurch an Resonanz – nicht zuletzt im originellen Porträt zweier reformwilliger, scherzfreudiger Outlaws – einer davon James Coburn in seinem Kinodebüt.

- Lexikon des internationalen Films: Ein ehemaliger Sheriff rächt seine Frau, die von Banditen gehängt wurde, indem er den Täter durch die Verhaftung seines Bruders in eine Falle lockt. Ein auf vordergründige Aktion verzichtender, gemächlicher Western von subtiler Spannung.[1]

- Phil Hardy bezeichnet den Film als „magischen Western“ nach einem „eleganten Drehbuch“. Er sei der optimistische von Boettichers Western mit Scott. Zusammen mit Einer gibt nicht auf (1960) und Zwei ritten zusammen (1962) sei der Film „der Höhepunkt des B-Westerns“ und ein „beständiger Beweis für die Geschmeidigkeit des Genres.“[2]

- Joe Hembus nennt den Film einen „der großen tragisch-ironischen Western aus dem sogenannten Ranown-Zyklus.“[3]